# ديفييفو (نيزنيج نوفغورود)
ديفييفو (بالروسية: Дивеево) هي مدينة في مقاطعة نيجني نوفغورود أوبلاست في روسيا. يبلغ عدد سكانها حوالي 6203 نسمة.